# Aulnois-sous-Laon
Aulnois-sous-Laon là một xã ở tỉnh Aisne, vùng Hauts-de-France thuộc miền bắc nước Pháp.